# Ольшанка (нижний приток Хопра)
Ольшанка — река в России, протекает по Волгоградской области. Устье реки находится в 260 км по левому берегу реки Хопёр в 3 км к северо-западу от города Урюпинск. Длина реки составляет 24 км, площадь водосборного бассейна — 229 км².

## Данные водного реестра
По данным государственного водного реестра России относится к Донскому бассейновому округу, водохозяйственный участок реки — Хопёр от впадения реки Ворона до устья без рек Ворона, Савала и Бузулук, речной подбассейн реки — Хопер. Речной бассейн реки — Дон (российская часть бассейна).
Код объекта в государственном водном реестре — 05010200512107000007476.